# Patrick O’Neal
Patrick Wisdom O’Neal (ur. 26 września 1927 w Ocala, zm. 9 września 1994 na Manhattanie) – amerykański aktor i restaurator.

## Życiorys

### Wczesne lata
Urodził się w Ocala na Florydzie jako syn Marthy Hearn i Coke’a Wisdoma O’Neala. Po ukończeniu Ocala High School i Riverside Military Academy w Gainesville w stanie Georgia, rozpoczął studia aktorskie na wydziale dramatycznym University of Florida w Gainesville. W tym okresie był związany z zespołem teatralnym Florida Players. 
Po uzyskaniu stopnia licencjata O’Neal zaciągnął się do Sił Powietrznych Stanów Zjednoczonych i brał udział w wojnie koreańskiej. W jej trakcie reżyserował krótkie filmy szkoleniowe. Po 15 miesiącach służby powrócił do Nowego Jorku i studiował w Actors Studio i Neighborhood Playhouse.

### Kariera
W 1951 po raz pierwszy wystąpił na małym ekranie w serialu telewizyjnym NBC Robert Montgomery zaprasza. Przez całe dziesięciolecia głównym polem jego działalności aktorskiej była telewizja, gdzie na ogół grał role epizodyczne. W 1958 debiutował na Off-Broadwayu w roli Waltera Schwarza w przedstawieniu Lulu. W 1961 trafił na Broadway grając Fredericka Wohlmutha w Dalekim kraju i wielebnego T. Lawrence’a Shannona w Nocy iguany Tennessee Williamsa z Bette Davis. W 1963 powrócił na Off-Broadway w sztuce J.P. Donleavya Ginger Man, gdzie w roli Sebastiana Balfe’a  Dangerfielda pokazał się jako „czarujący i zabawny, pomimo całej swojej krnąbrności, okrucieństwa i nieszczerości”. 
Według autorów The Film Encyclopedia, ponad 40–letnia kariera Patricka O’Neala to niemal wyłącznie „niesympatyczne role drugoplanowe”. W odcinku serialu kryminalnego Columbo (1972) – pt. „Plan morderstwa” (Blueprint for Murder) wcielił się w morderczego architekta. John Huston chciał, aby zagrał główną rolę w dramacie W zwierciadle złotego oka po śmierci pierwszego wyboru, Montgomery’ego Clifta; jednak ostatecznie przyjął tę rolę Marlon Brando. Następnie Huston obsadził O’Neala w filmach – dreszczowcu szpiegowskim List na Kreml (The Kremlin Letter, 1970) w roli Charlesa Rone’a, agenta amerykańskiej organizacji szpiegowskiej, zaangażowanego w polowanie na list wysłany przez Amerykanów na Kreml, i dramacie krótkometrażowym Niepodległość (Independence, 1976) w roli George’a Washingtona, a O’Neal zagrał także reżysera filmowego bardzo podobnego do Hustona w melodramacie Sydneya Pollacka Tacy byliśmy (1973).
W 1963 O’Neal i jego brat Michael otworzyli restaurację o nazwie Ginger Man w pobliżu Lincoln Center na Manhattanie.

### Śmierć
Zmarł w Saint Vincent’s Catholic Medical Centers w Nowym Jorku na niewydolność oddechową w wieku 66 lat. W chwili śmierci cierpiał również na raka płuc i gruźlicę.

## Życie prywatne
12 stycznia 1957 zawarł związek małżeński z Cynthią Baxter, z którą miał dwóch synów – Maximiliana i Fitzjohna. 

## Filmografia

### Filmy
- 1954: Czarna tarcza rodu Falworth (The Black Shield of Falworth) – Walter Blunt
- 1960: Widok z tarasu – dr Jim Roper
- 1963: Kardynał – Cecil Turner
- 1965: Król szczurów – sierżant Max
- 1966: Przyjemne szaleństwo – dr Oliver West
- 1966: Alvarez Kelly – major Albert Stedman
- 1968: Sekretne życie amerykańskiej żony – Tom Layton
- 1968: Gdzie byłeś, gdy zgasły światła? – Peter Garrison
- 1969: Stiletto – George Baker
- 1969: Obrona zamku – kpt. Lionel Beckman
- 1970: List na Kreml – Charles Rone
- 1970: El Condor – Chavez
- 1972: Corky – Randy
- 1972: Cicha noc, krwawa noc – John Carter
- 1973: Tacy byliśmy – George Bissinger
- 1974: Zabić króla – David Howard
- 1975: Żony ze Stepford – Dale Coba
- 1985: Substancja – Fletcher
- 1987: Jaki ojciec taki syn – dr Larry Armbruster
- 1989: Nowojorskie opowieści – Phillip Fowler
- 1990: Q & A – Kevin Quinn
- 1990: Alicja – ojciec Alicji
- 1991: Dla naszych chłopców – Shephard
- 1992: Liberator – kpt. Adams

### Seriale TV
- 1957–1958: Dick and the Duchess – Dick Starrett
- 1959: One Step Beyond – Mitchell Campion
- 1963: Doktor Kildare – dr Harvey Robert Jones
- 1963–1964: Defenders – George Wheaton/Jackson Dark/Sammy Slater
- 1964: Alfred Hitchcock przedstawia – George Maxwell
- 1965: Wojna o ocean – Neal Owynn
- 1967: Matchless – Perry Liston
- 1968: Zabójstwo na zlecenie – Richard Cutting
- 1972: Columbo – Elliot Markham
- 1973: Barnaby Jones – Charles Manly Wheeling
- 1974: Barnaby Jones – Frank Cabot
- 1975: Ulice San Francisco – kpt. Jacob Keely
- 1976: Barnaby Jones – Coleman Reeves
- 1978: Columbo – Frank Flanagan
- 1978–1979: Kaz – Samuel Bennett
- 1985: Napisała: Morderstwo – Si Parrish
- 1985: Perry Mason: Powrót Perry Masona – Arthur Gordon
- 1988: Maigret – Kevin Portman